# Infekční anémie koní
Infekční anémie koní je virové onemocnění lichokopytníků, probíhající v akutní až chronické či latentní formě, které je charakterizováno chudokrevností (anémií), kolísavou horečkou, poškozením různých orgánů a celkovým chřadnutím. Nákaza je povinná hlášení.

## Původce
Původce je obalený RNA virus o velikosti 80–100 nm, který obsahuje enzym reverzní transkriptázu. Virus patří do čeledi Retroviridae, podčeledi Orthoretroviridae, rodu Lentivirus. Virus postihuje všechny tkáně v organismu a je odolný vůči fyzikálně chemickým vlivům. Do určité míry je podobný HIV viru u lidí, ale na člověka se nákaza nepřenáší.

## Nákaza
V přirozených podmínkách se virus přenáší nejčastěji krev sajícím bodavým hmyzem, který však slouží pouze jako mechanický přenašeč. Vzhledem k tomu, že se onemocnění šíří prostřednictvím krevních buněk, jsou pro přenos nákazy nebezpečné jakékoliv veterinární zákroky spojené s možným, byť i minimálním přenosem krve. Ze stejného důvodu mohou k přenosu nákazy sloužit i ošetřovatelské pomůcky. Přenos nákazy sekrety (a exkrety) nemocných zvířat je pro nízkou koncentraci viru v nich obsaženého je ojedinělý. U březích klisen se mohou hříbata infikovat již během jejich nitroděložního vývoje.

## Geografické rozšíření
V letech 2005 - 2020 byla nákaza zjištěna v těchto státech: Argentina, Austrálie, Belgie, Belize, Bolívie, Bosna a Hercegovina, Brazílie, Bulharsko, Chile, Černá hora, Čína, Chorvatsko, Dominikánská republika, Ekvádor, El Salvador, Eritrea, Filipíny, Francie, Francouzská Guyana, Guadeloupe, Guatemala, Guyana, Haiti, Honduras, Irsko, Itálie, Japonsko, Kanada, Kolumbie, Kostarika, Kuba, Litva, Maďarsko, Makedonie, Malajsie, Mexiko, Mongolsko, Německo, Nizozemí, Nikaragua, Panama, Paraguay, Peru, Polsko, Rakousko, Reunion, Rumunsko, Rusko, Řecko, Srbsko, Slovensko, Slovinsko, Španělsko, Švédsko, Thajsko, Turecko, USA, Uruguay, Uzbekistán, Velká Británie, Venezuela. 

## Průběh onemocnění
I když je virus schopen infikovat všechny tkáně, tak k jeho nejvýraznějšímu množení dochází v populaci tkáňových bílých krvinek - makrofázích (zejména ve slezině) a krvi cirkulující populaci – monocytech. Vytvářejí se spojení mezi specifickými značkami viru (antigeny) s protilátkamii (tzv. komplex antigen – protilátka), které vyvolávají horečku, zánět ledvin, chudokrevnost a snížení počtu krevních destiček (trombocytopenii). Zánik červených krvinek a jejich pohlcování (fagocytóza) bílými krvinkami následně aktivuje retikuloendoteliální systém. Kupferovy buňky (přisedlá populace bílých krvinek) se aktivují a vychytávají hemosiderin. V samotné krvi se virus nemnoží, ale přetrvává tam téměř po celý život.

## Klinické příznaky
Inkubační doba se po přirozené infekci pohybuje mezi 2 až 4 týdny. Obecně lze říci, že klinickými příznaky připomíná obraz akutního či chronického bakteriálního systémového onemocnění (sepse) a vyskytuje se ve čtyřech formách: akutní, subakutní, chronická a latentní.

### Akutní forma
Její nástup je rychlý a bývá prezentována vysokou horečkou až kolem 41 °C a ovlivněním celkového zdravotního stavu. Koně jsou apatičtí, snadno unavitelní a někdy zaujímají postoj jako při schvácení kopyt. Sliznice bývají bledé až nažloutlé a jsou na nich pozorovány drobné krváceniny. Docela typický je jejich výskyt na spodině jazyka kolem uzdičky. Vyšetření krve poukazuje na chudokrevnost, bývá zjištěna zrychlená krevní srážlivost a rozmnožují se Heinzova tělíska v červených krvinkách. V krvi se objevují bílé krvinky s obsahem železa (sideroleukocyty). Akutní průběh končí za 2 až 4 týdny, buď smrtelně, nebo přechází do subakutního či chronického stádia.

### Subakutní forma
Má podobné příznaky jako akutní forma, ale v mírnější podobě. Teplota nebývá tak vysoká a po 3 až 4 dnech se upravuje, jindy je pozorována návratná horečka trvající několik týdnů. Na spojivce se objevuje zblednutí či nažloutnutí. Jakákoliv zátěž vyvolává celkovou slabost, dušnost, zvýšenou srdeční činnost a silné pocení. Příjem krmiva zůstává zachován, koně však hubnou. Subakutní forma může končit úhynem, častěji však přechází do chronické formy.

### Chronická forma
Při této formě je typická únava, výrazné snížení výkonu, hubnutí a chudokrevnost různého stupně. Dochází k poruchám krevního oběhu, a proto se na spodině břicha, předkožce, šourku a končetinách objevují otoky. Sliznice bývají mírně bledé až nažloutlé. Často se vyskytuje návratná horečka. V krvi se projevuje specifický typ chudokrevnosti charakterizovaný vysokou koncentrací krevního barviva hemoglobinu a zvětšením objemu červených krvinek (hyperchromní makrocytární anémie), doprovázená zrychlenou sedimentací červených krvinek. Výrazný je nález bílých krvinek s obsahem železa v krvi. Koně se mohou uzdravit, ale zůstávají trvalými nositeli viru.

### Latentní forma
Je to nejvíce riziková forma pro šíření nákazy. Klinické příznaky jsou minimální a netypické, při větší zátěži se pozoruje rychlejší unavitelnost. I tito koně bývají trvalým zdrojem nákazy.

## Pitevní nález
Typickým pitevním nálezem bývají krvácivé procesy s výskytem krvácenin na sliznicích a pod zevním a vnitřním obalem srdce. Nejvýraznější však bývá značné zduření světle zbarvené sleziny (malinová slezina) a mízních uzlin a degenerace vnitřních orgánů.
Histologickým vyšetřením se zjišťuje prostoupení tkání populací lymfocytů, jejich nahloučení kolem cév a výrazné zduření výstelky kapilár jater a ukládání železa do Kupferových buněk.

## Diagnostika a laboratorní diagnostika
I když má nákaza poměrně dobré klinicky odlišitelné příznaky, stejně jako typický pitevní nález, tak je zcela nezbytné nákazu prokázat laboratorní diagnostikou! K tomu se v současné době celosvětově užívá vysoce specifický imunodifúzní test označovaný jako Cogginsův test. Specifické precipitační protilátky, které lze v séru prokázat za 18 až 30 dní po infekci, perzistují u infikovaných koní po celou dobu života.
Byla popsána i kultivace viru na specifických plodových koňských buněčných kulturách či ELISA metoda, v diagnostice se však běžně nepoužívají.
Diferenciálně diagnosticky je třeba odlišit zejména bakteriální původce, kteří vyvolávají systémová bakteriální onemocnění (sepse). Při nich se však v zánětlivých ložiscích vyskytují odlišné typy bílých krvinek a chybí další typické příznaky. Dále je nutno vyloučit leptospirózu, babeziózu a další infekce spojené s průnikem prvoků.

## Léčba a prevence
Léčba infekční anémie koní neexistuje. Ve světě byly zkoušeny různé vakcíny bez většího ochranného efektu. Jelikož většina států vyžaduje při importech koní negativní test na přítomnost protilátek (séronegativitu), je vakcinace spíše nežádoucí.
Vzhledem k tomu, že je Česká republika od roku 1989 infekční anémie koní prostá, je primární zásadou ochrana státního území proti zavlečení této nákazy. Případný zjištěný pozitivní kůň by byl utracen a neškodně odstraněn. V ochraně před šířením nákazy je třeba minimalizace výskytu bodavého hmyzu, dodržovat sterilitu veterinárních zákroků a zoohygienu.